# روبرتو فيراري (مبارز بالسيف)
روبرتو فيراري (بالإيطالية: Roberto Ferrari)‏ هو مبارز بالسيف إيطالي، ولد في 2 أغسطس 1923 في روما في إيطاليا.

## وصلات خارجية
- روبرتو فيراري على موقع اللجنة الأولمبية الدولية (الإنجليزية)
- روبرتو فيراري على موقع أوليمبيديا (الإنجليزية)
- روبرتو فيراري على موقع اللجنة الأولمبية الإيطالية (الإيطالية)